# Françoise Magrangeas
 (juillet 2024).
Si vous disposez d'ouvrages ou d'articles de référence ou si vous connaissez des sites web de qualité traitant du thème abordé ici, merci de compléter l'article en donnant les références utiles à sa vérifiabilité et en les liant à la section « Notes et références ».
Françoise Magrangeas, née le 21 janvier 1949 à Saumur (France) et morte d’un cancer le 13 septembre 2011  à Amsterdam (Pays-Bas), est une artiste lithographe et peintre, ayant aussi régulièrement conçu et réalisé des costumes pour des compagnies de danse et participé à la conception artistique de leurs spectacles.

## Biographie

### Formation académique
Françoise Magrangeas se forme d'abord dans plusieurs ateliers parisiens : à l'Atelier Charpentier de 1967 à 1968, à l'Atelier du mai de 1968 à 1969, puis à l'Académie Goetz de 1969 à 1970, avant d'intégrer cette même année l'École nationale supérieure des beaux-arts de Paris, qu'elle quitte en 1974 pour l'Académie royale des beaux-arts d'Amsterdam, aux Pays-Bas.

### Cercle artistique français
En France, Françoise Magrangeas fréquente plusieurs artistes tels que Jean Vaugeois, Riccardo Licata, Abraham Hadad, Marc Giai-Miniet, Patrick Devreux, Evelyn Julie Gerbaud, Michel Potier et Frank Wohlfahrt.
Elle travaille aussi dans l'atelier et imprimerie de gravure en taille-douce Sauve qui peut de Tristan Bastit.

### Cercle artistique néerlandais
Françoise Magrangeas est notamment liée avec Philippe Boas, avec qui elle a une fille, Nina (née en 1980 ; tous deux artistes), Achnaton Nassar (son compagnon des dernières années), Lies Verdenius, Maria Beatriz, Françoise Aguillard, Flavio Pons, Claudio Goulart, Marie-Luc Grall et Sipke Huismans.

## Carrière de conceptrice artistique
Aux Pays-Bas, Françoise Magrangeas a travaillé avec les danseurs chorégraphes suivants (costumes et participation à la conception artistique des spectacles) : Marcelo Evelin, Joaquim Sabaté, Arthur Rosenfeld, Ana Teixidó, Nan Romijn, Juan Kruz Diaz de Garaio Esnaola, Reginaldo Dutra, André Gingras (Dance Works), Orissa Oldenburger, Thomas Falk, Pieter C. Scholten, Mette van der Sijs, Rose Akras, Sergio Ulhôa, Gabrielle Uetz, Annelie David, Hans Hof Ensemble, Andrea Boll, Andreas Denk, Klaus Jürgens, Mischa van Dullemen, Andrea Beugger, Jordi Casanovas Sempere, Shintaro Oue, Corinne Garçia, Randi de Vlieghe, Mariangela Tinelli, Martin Schurr, Claudia Trajano, Maria Campos Arroyo, Margherita Bencini, Isabella Lässer, Giordano Novielli, Yonel Castilla Serrano, Jens Biedermann, Péter Kádár, Wiebe Gotink, Manon Avermaete, Audrey Borthayre, Oscar Kelsang Padrosa Alzamora, Jaakko Toivonen, José Navas, Eduardo de Paiva Souza, Gabriella Maiorino.

## Expositions
- 1973 : Académie Goetz (exposition de groupe), Venise, Italie
- 1976 : KCB, Bergen, Pays-Bas
- 1977 : Galerie Balans, Amsterdam, Pays-Bas
- 1980 : Saumur, France
- 1981 : BKR (contrat de l’État néerlandais pour les artistes)
- 1983 : 
  - Naarden, Pays-Bas
  - « Graphique Manifestation » : Aarschot, Belgique
- 1985 : « De Engelbewaarder », Het litterair café, Amsterdam, Pays-Bas
- 1986 :
  - Alliance française Twente, Enschede, Pays-Bas
  - Axis gallery (exposition de groupe), Tokyo, Japon
- 1987 : American Discount, Amsterdam, Pays-Bas
- 1990 : « SAGA : Manifestation d’Art graphique », Paris, France
- 1993 :
  - « SAGA : Manifestation d’Art graphique », Paris, France
  - 12e Salon de Marne-la-Vallée (section graphique), France
- 1995 :
  - Galerie zur alten deutschen Schule (exposition de groupe), Thoune, Suisse
  - Maison Descartes[Où ?], Amsterdam, Pays-Bas
- 1996 : Salon de mai, Paris, France
- 1997 :
  - Salon de mai, Paris, France
  - Ambient Art Gallery, Amsterdam, Pays-Bas
  - Galerie Propitia, Leyde, Pays-Bas
- 1998 : 
  - Salon de mai, Paris, France
  - Galerie Lefor Openo, Paris, France
- 1999 :
  - Salon de mai, Paris, France
  - Galerie Année, Haarlem, Pays-Bas
  - « O Art Museum Osaki » (exposition de groupe), Tokyo, Japon
- 2000 :
  - Office européen des brevets, Ryswick, Pays-Bas
  - Salon de mai, Paris, France
- 2001 :
  - « Kleur Bekenen », Kunsthal de Remise, Amsterdam, Pays-Bas
  - Art Window, Heemstede, Pays-Bas
  - Salon de mai, Paris, France
- 2002 : Galerie Année, Haarlem, Pays-Bas
- 2003 : Galerie Année (exposition de groupe), Haarlem, Pays-Bas
- 2004 :
  - Salon de mai, Paris, France
  - « Nieuwe Uitleenschatten », CBK, Groningue ; SBK, Amsterdam, Pays-Bas
  - Art Window, Heemstede, Pays-Bas
- 2005 :
  - Salon de mai, Paris, France
  - Galerie Année, Haarlem, Pays-Bas
- 2006 :
  - Salon de mai, Paris, France
  - « Majnun / Layla », SBK, KNSM, Loods 6, Amsterdam, Pays-Bas
- 2007 : Salon de mai, Paris, France
- 2008 :
  - Galerie Artgument, Esvres, France
  - Galerie Hommes, Rotterdam, Pays-Bas
- 2009 :
  - Luiting en Mol Communicatie, Amsterdam, Pays-Bas
  - Salon de mai, Paris, France
  - Galerie Année (exposition de groupe), Haarlem, Pays-Bas
- 2010 :
  - Galerie Artgument, Esvres, France
  - Galerie Lefor Openo, Paris, France
  - Salon de mai, Paris, France
- 2011 : Achter de Zuilen, Bloemendaal, Pays-Bas